# Laykold
Laykold est une marque de surface dure de tennis construite sur une base d'asphalte ou de béton. Il peut être assemblé avec ou sans couche d'amortissement, sa présence permet une meilleure réduction à l'impact au sol et ainsi préserve mieux l'intégrité physique du joueur. L'ensemble du revêtement est constitué de divers matériaux comme le caoutchouc, la silice et la résine acrylique.
Laykold est fabriqué par l'entreprise américaine Advanced Polymer Technology basée à Harmony en Pennsylvanie.
Cette surface a été introduite pour la première fois dans les années 1920. Depuis, elle a été utilisée sur plus de 100 000 courts dans le monde entier,.

## Domaines d'application
Les dispositifs Laykold sont employés pour des surfaces dures aussi bien en intérieur comme en extérieur. Bien qu'ils soient destinés principalement aux courts de tennis, on les retrouves également sur les terrains de sports multifonctionnels (basketball, volley-ball, pickleball), pour les sports sur roulettes (hockey, skateboard) ou dans le secteur du fitness et de la gymnastique,.

## Tournois

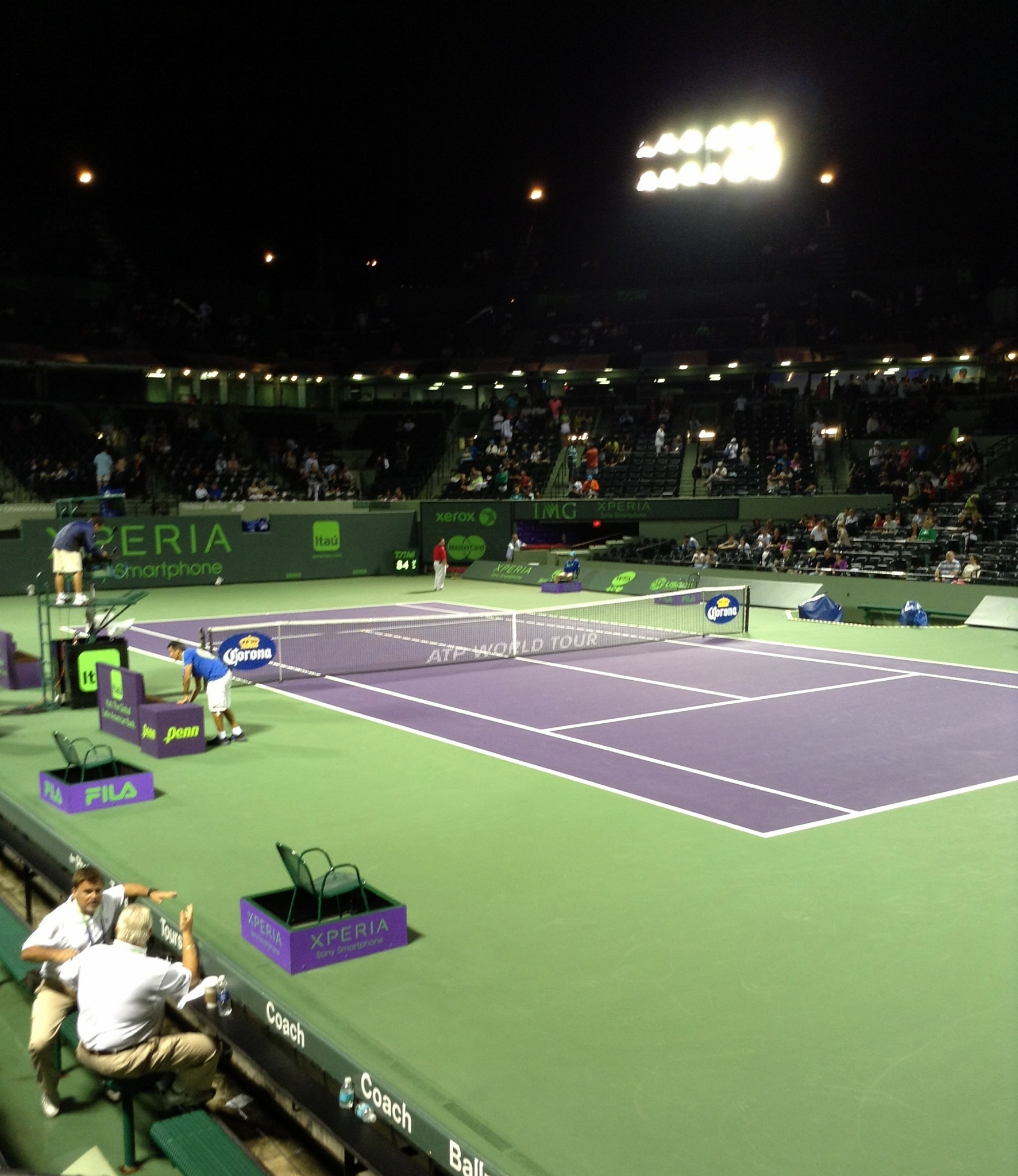
Court Laykold au tournoi de Miami, en mars 2013

Laykold est la surface du tournoi de Miami depuis 1984. En mars 2020, la Fédération de tennis des États-Unis (USTA) a également opté pour ce revêtement dès l'édition 2020 de l'US Open, remplaçant ainsi le Decoturf présent depuis 1978.

## Voir également
- Plexicushion
- Rebound Ace
- GreenSet
- Decoturf